# Supernature (Goldfrapp)
Supernature è il terzo album del gruppo musicale inglese dei Goldfrapp.
Pubblicato nel 2005, nonostante le numerose critiche di settore, l'album ha riscosso un certo successo. Delle undici tracce di cui si compone l'album, spiccano il singolo di debutto Ooh La La, la hit Ride a White Horse e la eterea Fly Me Away.
Al momento risulta essere l'album di maggior successo della band inglese.

## Tracce
1. Ooh La La
2. Lovely 2 C U
3. Ride a White Horse
4. You Never Know
5. Let It Take You
6. Fly Me Away
7. Slide In
8. Koko
9. Satin Chic
10. Time Out From The World
11. Number 1
12. Beautiful (bonus track presente solo nelle versioni giapponese e nordamericana)